# San Gavino di Tenda
San Gavino di Tenda (in francese San-Gavino-di-Tenda, in corso San Gavinu di Tenda) è un comune francese di 54 abitanti situato nel dipartimento dell'Alta Corsica nella regione della Corsica.

## Società

### Evoluzione demografica
Abitanti censiti